# Epitaph

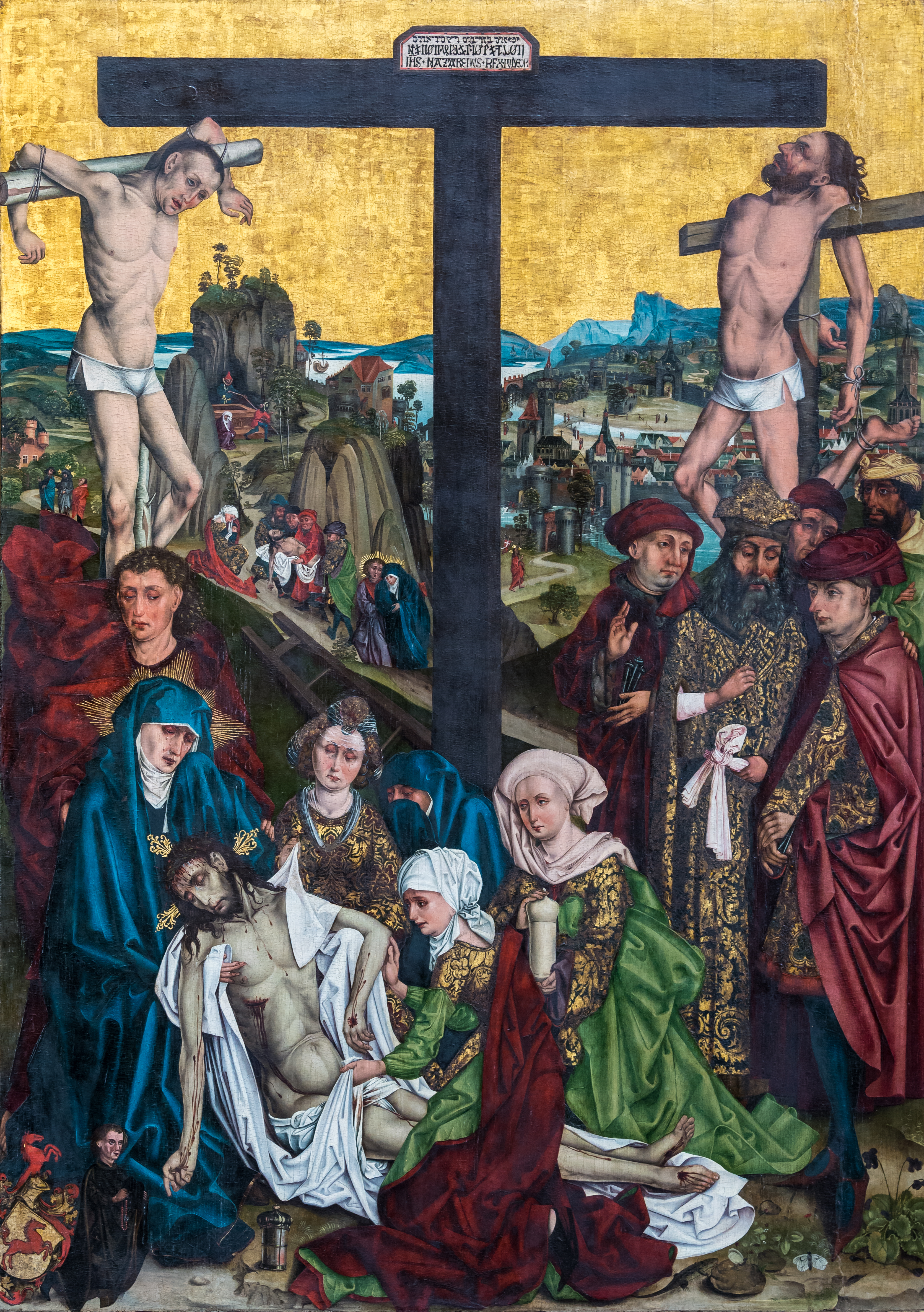
Epitaph für Georg Keyper, Gemälde von Michael Wolgemut, 1484, Nürnberg, Sebalduskirche

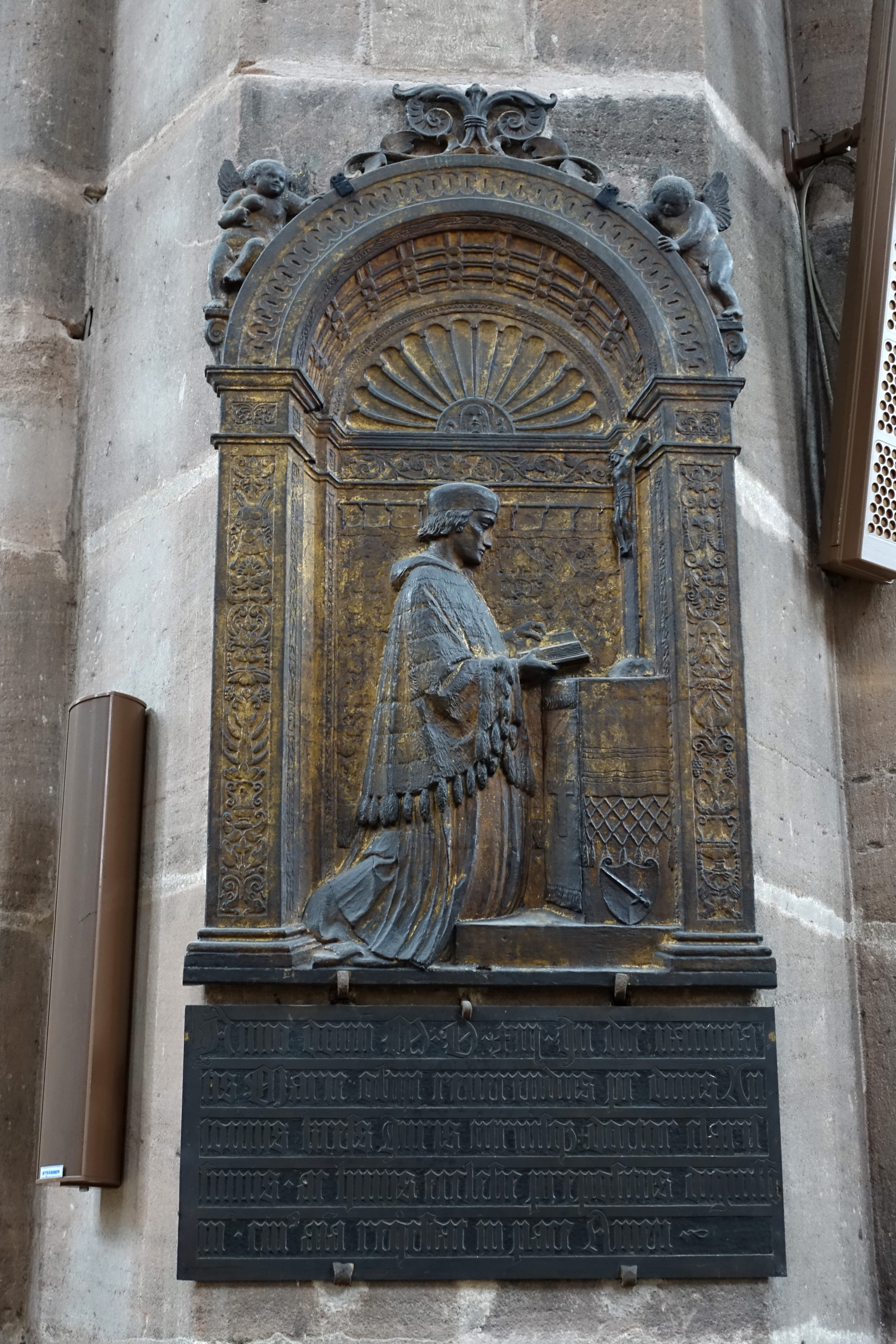
Renaissance-Epitaph für den Kanoniker Anton Kreß, † 1513, in St. Lorenz zu Nürnberg

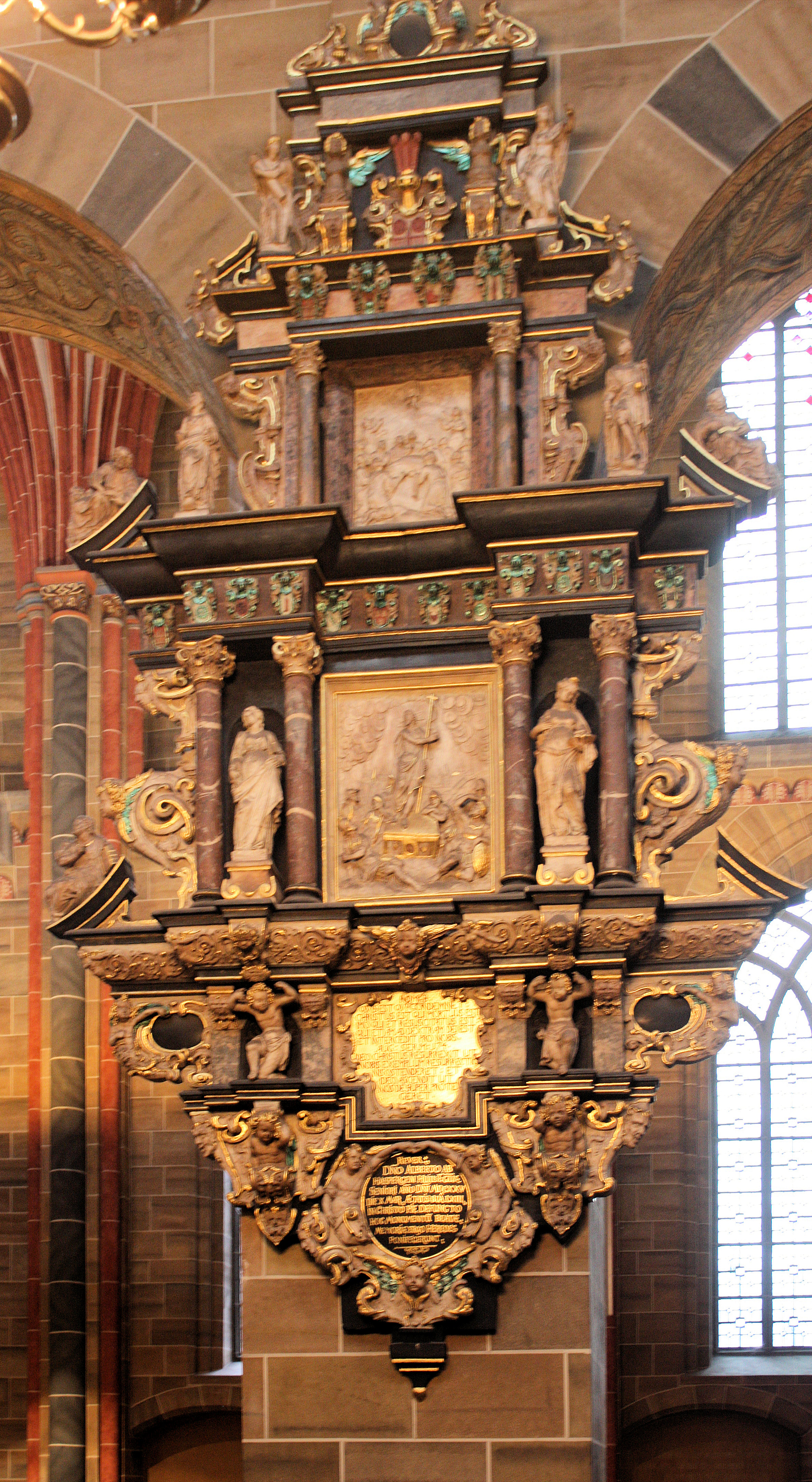
Mehrgeschossige Architekturrahmen sind typisch für norddeutsche Epitaphien des 17. Jahrhunderts. Epitaph für den Domherrn Albert von Hasbergen († 1635) im Bremer Dom

Als Epitaph (Plural Epitaphe, im Deutschen auch Epitaphium, Plural Epitaphien; von lateinisch epitaphium zu altgriechisch ἐπιτάφιον epitáphion „zum Grab gehörend“, dieses aus ἐπί epí „auf, an, bei“ und τάφος táphos „Grab“) wird ein typischerweise in oder an einer Kirche angebrachtes Gedächtnismal für einen Verstorbenen bezeichnet. Epitaphe können künstlerisch aufwendig gestaltet sein und befinden sich im Unterschied zum Grabmal meist nicht an der Bestattungsstelle. Ihre Verbreitung konzentriert sich auf das Gebiet des Alten Reichs.

## Geschichtliche Entwicklung
War mit dem Begriff in der Antike nur eine poetische Grabinschrift bezeichnet worden (auch die englischen und romanischen Wortformen haben bis heute ausschließlich diese Bedeutung), so entstand das Epitaph im späteren Mittelalter als bildlich erweitertes Kunstwerk. Es ist einem Toten oder einem verstorbenen Ehepaar gewidmet und wurde unabhängig vom Begräbnisort, aber in der Regel innen oder außen an Wänden oder Pfeilern von Kirchen, seltener auf Friedhöfen aufgestellt oder aufgehängt.
Das Epitaph des Spätmittelalters ging aus zwei unterschiedlichen Wurzeln hervor:
- Andachtsbilder, die für Verstorbene gestiftet wurden und diese auch meist als Bittende mit darstellen, erhielten durch entsprechende Inschriften zunehmend einen Memorialcharakter.
- Figürlich gestaltete Reliefs in der Art von Grabplatten wurden vor allem in großen Kirchen immer häufiger getrennt von der Grabstelle senkrecht an Wände gestellt.

Der Humanismus greift die griechische Bezeichnung auf. Im 16. und 17. Jahrhundert führte das wachsende Repräsentationsbedürfnis des städtischen Bürgertums und des Adels zu einer schnellen Weiterentwicklung der Epitaphien und einer kaum systematisierbaren Vielfalt. An ihrer Verbreitung sind beide großen Konfessionen in gleicher Weise beteiligt. Die Epitaphe der frühen Neuzeit sind meist architektonisch aufgebaut, aber reliefartig auf eine Rückwand bezogen. Sie sind oft plastisch aus Stein oder Holz, seltener aus Metall gearbeitet, manchmal farbig gefasst und teilvergoldet. Ein weiterer, verbreiteter Typus sind Gemälde, die in einen architektonisch oder ornamental gestalteten Rahmen aus Holz gesetzt sind. Die selteneren und schlichteren Epitaphien des 19. Jahrhunderts stellen Motive der Trauer und Klage in den Vordergrund. Als Ort des Totengedenkens und der dazu dienenden Monumente tritt der Friedhof an Stelle des Kirchenraums. Bei der Sonderform der Epitaphaltäre handelt es sich um Altarretabel, die explizit das Totengedächtnis des Stifters enthalten, also nicht nur Votivaltäre sind.

## Ikonografie
Die Darstellungen können aus allen Bereichen der christlichen Ikonographie oder der zeitgenössischen Allegorik genommen sein. In der neuzeitlichen Entwicklung ist allerdings eine Tendenz von christlichen Themen hin zu personenbezogenen Motiven beobachtbar; aus der frommen Aufforderung zu fürbittendem Gedenken wurde das pathetische Ruhmesdenkmal.
Drei Motivbereiche lassen sich unterscheiden:
- christliche Elemente, wie die sogenannten vier letzten Dinge: Tod, Jüngstes Gericht, Himmel und Hölle, besonders häufig werden der vor einem Kruzifix betende Verstorbene oder die Auferstehung Christi dargestellt. Katholische Epitaphien zeigen oft Heilige im Gestus des Fürbitters.
- allgemeine Symbole der Vergänglichkeit alles Irdischen wie Totenschädel, (gekreuzte) Knochen, (geflügelte) Sanduhren, allegorische Darstellungen des Todes, Symbole des Ruhms wie posaunenblasende Putten oder Trophäen.
- biographische Elemente, zum Beispiel Gedächtnisinschriften, Darstellungen der Verstorbenen, Wappen und Insignien.

Sonderformen von Epitaphien
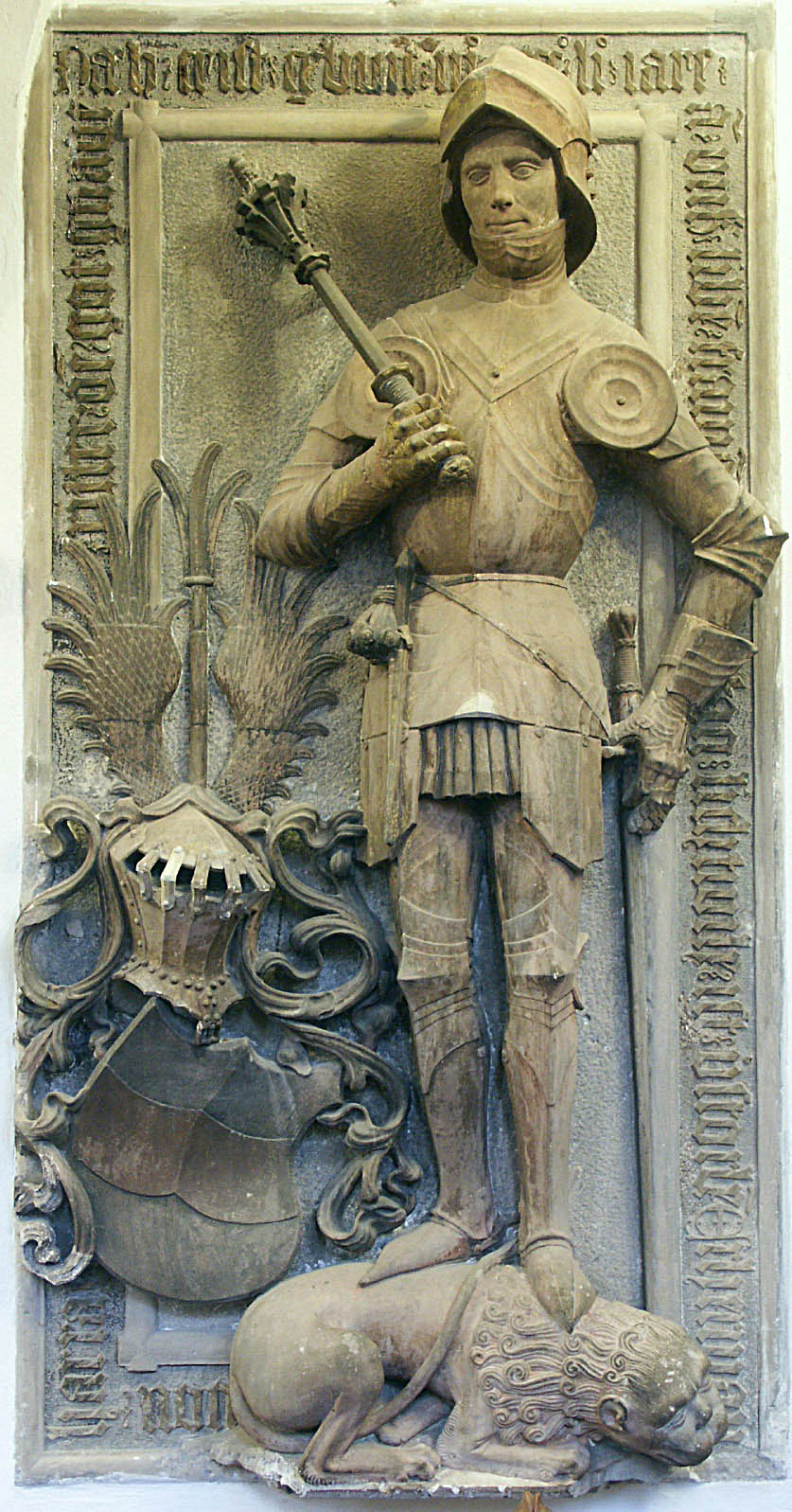
Epitaph des Hermann von Harras in der Leipziger Thomaskirche. Dem 1451 Verstorbenen wurde um 1500 das dem Grabmaltyp nahestehende Denkmal gesetzt.
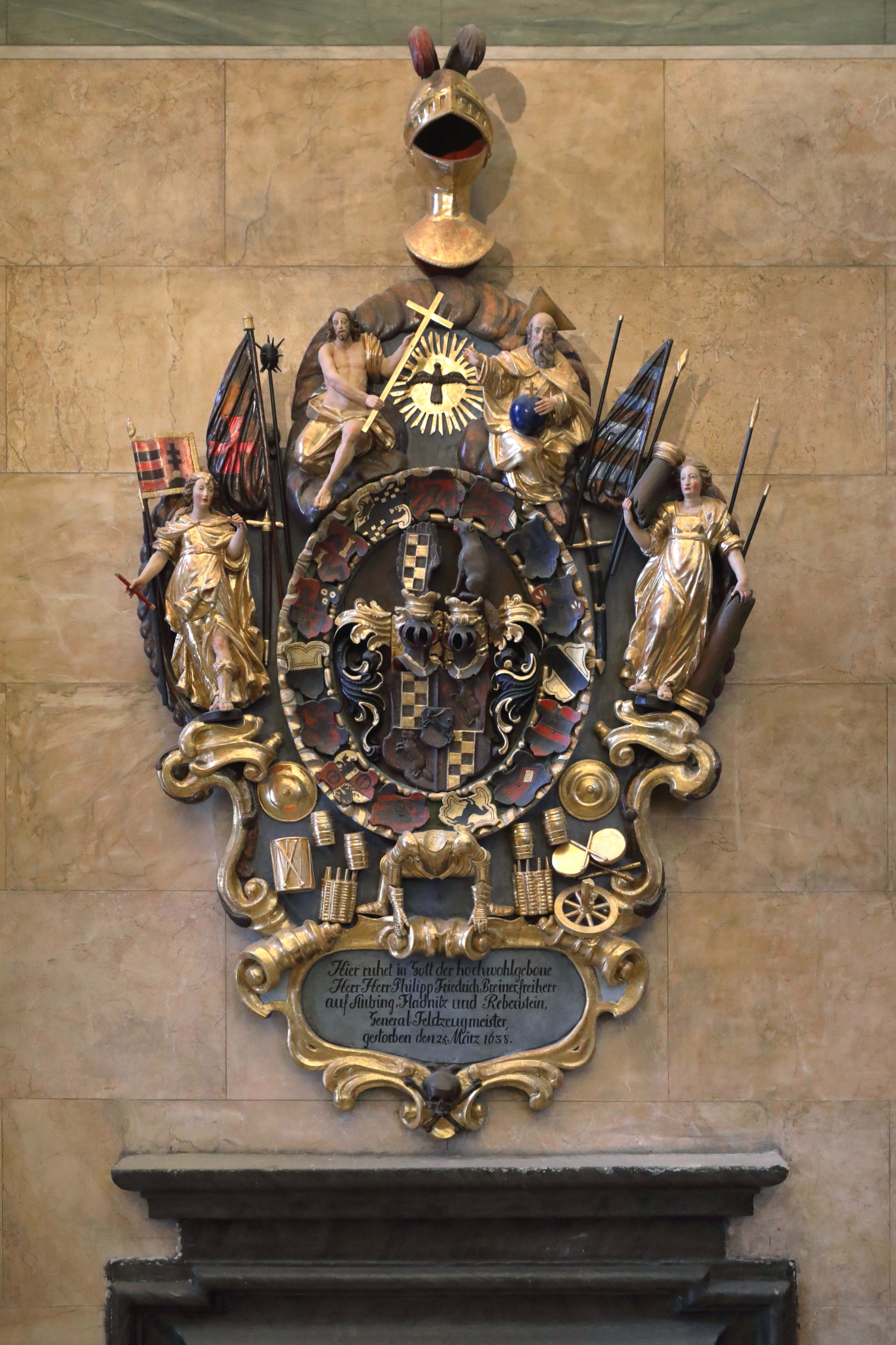
Hölzernes Epitaph des Philipp Friedrich von Breiner († 1638) in der Schottenkirche (Wien)
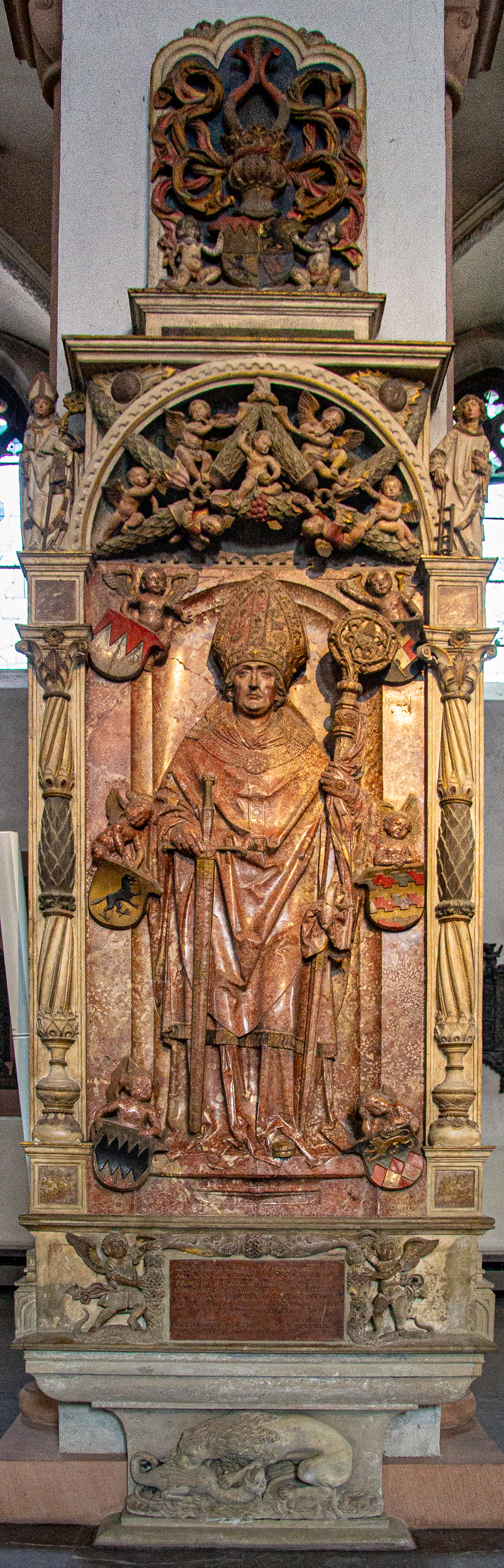
Epitaphaltar des Lorenz von Bibra († 1519) von Tilman Riemenschneider im Würzburger Dom

## Inschriften
Die Inschriften stellen wie die künstlerische Gestaltung den gesellschaftlichen Rang der Verstorbenen dar. Ihre einfachste Form aus Name und Lebensdaten ist deshalb vergleichsweise selten zu finden; Personen, für die man überhaupt ein Epitaph stiftete, wurden meist ausführlicher geehrt. Die erste, schon aus der mittelalterlichen Grabmalepigraphik übernommene Erweiterung der Inschrift sind genealogische Angaben: bei verheirateten Personen wird mindestens der Ehepartner aufgeführt, oft aber auch die jeweiligen Herkunftsfamilien. Dazu geht seit der Renaissance verbreitet der sog. Leichentext in die Inschrift ein, in aller Regel das Bibel- oder Liedzitat, über das bei der Bestattung gepredigt wurde. Insbesondere im Barockzeitalter nehmen die Inschriften an Umfang stark zu, würdigen ausführlich den Lebenslauf der Verstorbenen und preisen ihren herausragenden und frommen Lebenswandel. Barocke Grab- oder Epitaphinschriften sprechen den Leser als Memento Mori unmittelbar an, je nach den lokalen und individuellen Voraussetzungen in der jeweiligen Landessprache oder auf Latein und häufig in Versform. Ein Beispiel:

“ET MORTVVS EST? / QUID MIRARIS NEC TAMEN RIMARIS / FLORIS ET RORIS VANITATEM? / NOS QVOQVE FLOREMVS; SED FLOS EST ILLE / CADVCVS FORVIT; AST DEFLORUIT / QVI FLORVM ATQVE HERBARVM INDAGITAVIT VIRTUTEM / FILIVS PARENTVM UNICVS / IOHANNES CHRISTIANVS HARNISCH / ARTIS MEDICAE LICENTIATUS ET PRACTICVS FELICISSIMUS / ANNUM AGENS 34TVM. / FLOS AETATIS AC AETAS FLORIS / ALIIS INSERVIENDO MARCVIT. / NON ARCVIT / HERBA IN HORTIS / VIM VIOLENTAM MORTIS / QUAE FOLIVM DE TRIFOLIO / DECERPSIT DIE 18. DECEMBRIS 1730 / EST COMMVNE MORI. / QVID HAESITAS LECTOR? / ET MORTVVS EST.”

„Auch er ist gestorben? Was wunderst du dich und erforschst nicht stattdessen die Vergänglichkeit der Blume und des Taues? Wir blühen zwar; aber jene Blume ist vergänglich. In Blüte stand er, aber verblühte, der die Kraft der Blumen und Kräuter erforschte, der einzige Sohn seiner Eltern: Johann Christian Harnisch, examinierter Mediziner und erfolgreich praktizierender Arzt, im 34. Lebensjahr. Ihn, der anderen diente, ermattete die Blüte des Alters und das Alter der Blüte. Das Kraut in den Gärten konnte die ungestüme Kraft des Todes nicht abwehren, der ein Blatt vom Kleeblatt pflückte am 18. Dezember 1730. Es ist unser gemeinsames Los, zu sterben. Was stockst du, Leser? Auch er ist gestorben.“

### Allgemeine Publikationen
- Paul Schoenen: Epitaph. In: Reallexikon zur Deutschen Kunstgeschichte. Band 5: Email – Eselsritt. Druckenmüller, Stuttgart 1967, Spalte 872–922.
- Joseph Bergmann: Über den Werth von Grabdenkmalen und ihren Inschriften, wie auch über die Anlegung eines Corpus Epitaphiorum Vindobonensium. In: Mittheilungen der k. k. Central-Commission zur Erforschung und Erhaltung der Baudenkmale. Band 2, Nr. 6, 1857, ZDB-ID 220003-X, S. 141–146, 180–185, (Digitalisat).
- Hans Körner: Grabmonumente des Mittelalters. Wissenschaftliche Buchgesellschaft, Darmstadt 1997, ISBN 3-534-11233-4.
- W. Franke: Gattungskonstanzen des englischen Vers-Epitaphs von Ben Johnson zu Alexander Pope. Philosophische Dissertation, Erlangen 1864.

### Regionale Publikationen
- Katarzyna Cieślak: Tod und Gedenken. Danziger Epitaphien vom 15. bis zum 20. Jahrhundert (Einzelschriften der Historischen Kommission für ost- und westpreußische Landesforschung. 14). Verlag Nordostdeutsches Kulturwerk, Lüneburg 1998, ISBN 3-922296-95-5.
- Anne-Dore Ketelsen-Volkhardt: Schleswig-Holsteinische Epitaphien des 16. und 17. Jahrhunderts (Studien zur Schleswig-holsteinischen Kunstgeschichte. 15). Wachholtz, Neumünster 1989, ISBN 3-529-02515-1.
- Bruno Langner: Evangelische Gemäldeepitaphe in Franken. Ein Beitrag zum religiösen Bild in Renaissance und Barock (Schriften und Kataloge des Fränkischen Freilandmuseums. 73). Fränkisches Freilandmuseum, Bad Windsheim 2015, ISBN 978-3-926834-92-8.
- Helmut Stefan Milletich, Helmuth Furch: Kaisersteinbrucher Epitaphe. In: Volk und Heimat, Magazin für Kultur und Bildung. Eisenstadt, 46. Jg. Nr.2/1991.
- Karin Tebbe: Epitaphien in der Grafschaft Schaumburg. Die Visualisierung der politischen Ordnung im Kirchenraum (Materialien zur Kunst- und Kulturgeschichte in Nord- und Westdeutschland, Band 18). Marburg 1996.
- Helga Wäß: Form und Wahrnehmung mitteldeutscher Gedächtnisskulptur im 14. Jahrhundert. 2 Bände. Tenea, Bristol u. a. 2006, ISBN 3-86504-159-0 (Zugleich: Göttingen, Universität, Dissertation, 2001);
  - Band 1: Ein Beitrag zu mittelalterlichen Grabmonumenten, Epitaphen und Kuriosa in Sachsen, Sachsen-Anhalt, Thüringen, Nord-Hessen, Ost-Westfalen und Südniedersachsen.
  - Band 2: Katalog ausgewählter Objekte vom Hohen Mittelalter bis zum Anfang des 15. Jahrhunderts.
- Bettina Seyderhelm, Leonhard Helten (Hrsg.): Hie lieg ich armes Würmelein. Epitaphien für Kinder. In: Sachsen und Anhalt. Jahrbuch der Historischen Kommission für Sachsen-Anhalt 33, 2021, S. 11–90, Taf. I–XXI, Mitteldeutscher Verlag, 2021.